# نوانسر (ديكلة)
نوانسر (بالفارسية: نوانسر) هي منطقة سكنية تقع في إيران في قسم ديكلة الریفي. يقدر عدد سكانها بـ 466 نسمة .